# Profilaggrine
La profilaggrine est une protéine constitutive des granules de kératohyaline qui se différencie en filaggrine au niveau du stratum corneum. Son gène, FLG, est situé sur le chromosome 1 humain
La filaggrine induit par après l’agrégation des cytokératines, cette combinaison de granules et de tonofibrilles donne naissance à la kératine.

## En médecine
Les variants du gène induisant une perte de fonction est l'un des facteurs prédisposants les plus importants de la dermatite atopique. Ils augmentent également le risque de survenue d'un eczéma ou d'un asthme. D'autres variants, plus rares, prédisposent à l'ichtyose vulgaire.
Le chromosome 1 peut comporter également plusieurs copies du gène, dont le nombre est en rapport avec un risque plus important de développer une dermatite atopique.